# 2801 하위헌스
2801 하위헌스(2801 Huygens)는 소행성대에 있는 소행성으로, 1935년 네덜란드의 천문학자 헨드릭 판 헨트가 발견했다. 2801 하위헌스는 게피온족의 일원이기도 하다. 이름은 네덜란드의 천문학자, 수학자, 물리학자 크리스티안 하위헌스를 따라 지어졌다.